# Uridine diphosphate acide glucuronique
L’uridine diphosphate acide glucuronique est un composé organique constitué d'un résidu d'acide glucuronique lié à de l'uridine diphosphate. C'est un intermédiaire de la biosynthèse des polysaccharides, ainsi que de l'acide ascorbique (hormis chez les cochons d'Inde et les primates).
Il provient de l'UDPG par l'action de l'UDP-glucose 6-déshydrogénase (EC 1.1.1.22), une enzyme fonctionnant avec le NAD+ comme cofacteur.
L'UDP-acide glucuronique est la source en groupes glucuronosyle dans les réactions catalysées par la glucuronosyltransférase.